# Bresse jurassienne et Pays dolois
Pour les articles homonymes, voir Bresse (homonymie).
La Bresse jurassienne et le Pays dolois forment une région naturelle française qui s'étend dans le nord et l'ouest du département du Jura, dans la région Franche-Comté. Elle s'étend de part et d'autre des vallées du Doubs et du Lison jusqu'aux premiers contreforts du Premier Plateau. Les infrastructures routières, autoroutières et ferroviaires y sont importantes : deux autoroutes (A39 et A36) se croisent à quelques kilomètres de Dole, les Nationales 5 et 73 (respectivement Paris - Genève et Chalon-sur-Saône - Mulhouse) traversent Dole non loin de la gare TGV des lignes Paris - Neufchâtel et Paris - Besançon, sans oublier le canal du Rhône au Rhin. Plaque tournante historique d’échanges et de communications la “plaine du Jura” voit sa population croître de 3,64 % entre 1995 et 2006.
Si la zone géographique est claire (il s'agit du Jura de plaine) les découpages administratifs, économiques et politiques sont parfois complexes et non homogènes.

## Géographie
Elle est subdivisée en 5 ensembles principaux :

### Bresse jurassienne

Communes de l'aire géographique de l'AOC de la Poule de Bresse, dans les départements de l'Ain, du Jura et de Saône-et-Loire

Elle forme la partie la plus orientale et la plus petite de la plaine bressane, qui s'étend de Bletterans au sud jusqu'à Chaussin au nord. Elle est située au sud-ouest. Elle est caractérisée par ses étangs nombreux qui remontent au Moyen Âge, ainsi que son bocage. Elle bénéficie de l'AOC de la poule de Bresse, entre autres.

### Finage
Le Finage s'étend du Doubs au canal du Rhône au Rhin à l'ouest. Propice à la culture des céréales, il se caractérise par l'absence quasi totale de surfaces boisées.

### Forêt de Chaux
C'est la deuxième plus vaste forêt domaniale de France, avec plus de 20 000 hectares. Elle est située au nord-est.

### Massif de la Serre
Situé entre Dole et Gray, au nord, il a une altitude maximale d'environ 400 mètres. C'est le seul massif granitique du département du Jura. Une partie est recouverte d'une forêt. Se trouve aussi La vallée des anges (une zone ou les villages ont la terminologie -ange)

### Val d'Amour
Commençant aux portes de Dole et finissant aux premiers contreforts du Jura, il est arrosé par la Loue.

## Gastronomie
- Comté
- Gaudes
- Poularde et croûte aux morilles.
- Poule de Bresse

## Tourisme
- Étangs de la Bresse jurassienne
- Ville de Dole